# Bhumthang

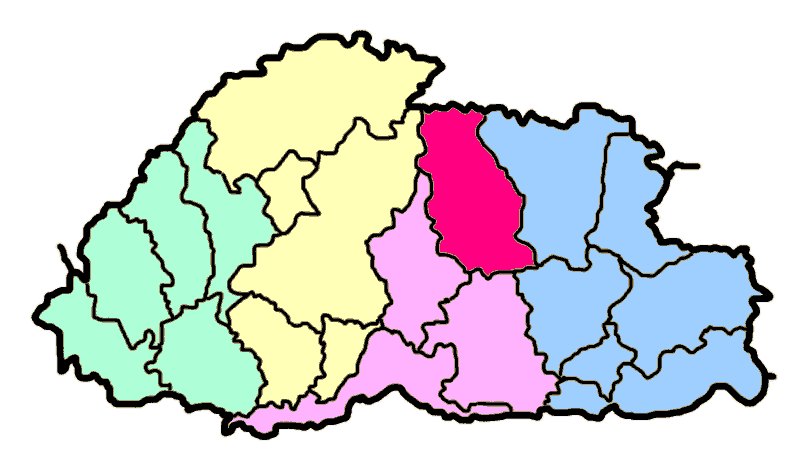
Districte Bumthang

Bhumthang este un district din Bhutan. Are o suprafață de 2.990 km² și o populație de 21.700 locuitori. Districtul Bumthang este divizat în 4 municipii.